# Davide Gavioli
Davide Gavioli (Mirandola, 22 aprile 1998) è un hockeista su pista italiano.

## Carriera
Si avvicina ai pattini fin dall'età di tre anni grazie al nonno Aldino, entrando nelle giovanili della Hockey Pico Mirandola, divenuta poi UVP Mirandola, con cui vince l'Eurockey Cup under 15 nel 2012.
All'età di 17 anni passa al Correggio, dove conquista la stecca d'argento di capocannoniere della Serie A2. Nei tre anni successivi viene ingaggiato dal CGC Viareggio allenato da Alessandro Bertolucci. Nel 2017 partecipa con la nazionale al Campionato del mondo under 20 a Nanchino (3º posto e capocannoniere)  e al Campionato del mondo (4º posto).
Nel 2019 si trasferisce all'Amatori Lodi e nel 2020 approda nel Trissino, con cui vince due scudetti di Serie A, una Supercoppa italiana, una Champions League e una Coppa intercontinentale.
Ai Campionato mondiale maschile di hockey su pista Novara 2024 conquista il terzo posto con la nazionale italiana.

## Palmarès

### Club

#### Competizioni nazionali
- Campionato italiano: 3

Trissino: 2021-2022, 2022-2023, 2024-2025
- Coppa Italia: 2

Trissino: 2022-2023, 2024-2025
- Supercoppa italiana: 2

Trissino: 2022, 2023

#### Competizioni internazionali
- CERH European League: 1

Trissino: 2021-2022
- Coppa Intercontinentale: 1

Trissino: 2023